# Douglas Fisher (politico canadese)
Douglas Mason Fisher, meglio noto come Doug (Sioux Lookout, 19 settembre 1919 – Ottawa, 18 settembre 2009), è stato un politico, giornalista e insegnante canadese.

## Biografia
Nato in Ontario, ha svolto diversi lavori prima di essere arruolato nell'esercito per la seconda guerra mondiale, durante la quale partecipò allo sbarco in Normandia. Tornato in patria, si laureò all'Università di Toronto seguendo un programma per veterani. Tornò quindi in Ontario, dove insegnò storia al Port Arthur Collegiate Institute.
Nel 1948 sposò Barbara Elizabeth Lamont, da cui più tardi divorziò.
Entrò in politica nel 1957 quando, a sorpresa, vinse il seggio al parlamento canadese della circoscrizione elettorale di Port Arthur, dov'era candidato per il Co-operative Commonwealth Federation (CCF) contro l'ex ministro C. D. Howe. Fu rieletto nel 1958, ed il CCF rimase all'opposizione del governo del Partito Conservatore Progressista del Canada, guidato da John Diefenbaker. Durante quegli anni il partito stava discutendo una fusione col sindacato Canadian Labour Congress, cui Fisher, assieme a Hazen Argue. Quando l'unione divenne un fatto, con la nascita del Nuovo Partito Democratico (NPD), nel 1961, Fisher appoggiò la candidatura di Argue alla guida del nuovo movimento. Argue fu sconfitto da Tommy Douglas e lasciò il partito. Fisher invece restò.
In quel periodo gli fu offerto un ruolo di editorialista politico free-lance per il Toronto Telegram: non smetterà più il mestiere di giornalista. Fu poi comunque rieletto nel 1962 e nel 1963.
Trovando il lavoro del giornalista più remunerativo di quello del politico, Fisher non si ricandidò nel 1965. Tentò un rientro nel 1968, sempre per l'NDP, ma senza successo.
Quando nel 1971 il Telegram fallì, passò al Toronto Sun, per cui lavorò fino al pensionamento nel 2006. Tra il 1974 e il 1977 fu a capo di Hockey Canada.